# Abadía de San Esteban de Marmoutier
La abadía de Marmoutier, también conocida como abadía de Maursmünster, fue un monasterio benedictino en la comuna francesa de Marmoutier, en Alsacia (hoy en el departamento de Alto Rin, región de gran Este. Fue una de las abadías imperiales (Reichsabtei) parte del Sacro Imperio Germánico, cuyo estatus de «inmediatez imperial» (Reichsunmittelbarkeit) suponía que respondía directamente ante el Emperador, siendo por tanto un pequeño territorio soberano independiente. Ese estatus suponía numerosas ventajas políticas y financieras, como la inmunidad de la autoridad religiosa frente al obispo local, y derechos para imponer varios impuestos y ejercer justicia.
La Revolución francesa supuso, en 1789,  la disolución del monasterio y la demolición o venta de todos sus edificios. La iglesia abacial se conserva como iglesia parroquial y algunos edificios monásticos sirven como casa rectoral y casa consistorial (mairie). La abadía es hoy uno de los elementos proncipales de la ruta románica de Alsacia.

## Historia
Esta abadía —hoy ubicada en la ruta románica de Alsacia— entre  Saverne y Wasselonne, fue fundada hacia el año 589 por una comunidad de monjes irlandeses dirigidos por san Leobard, discípulo de Columbano de Luxeuil, que la sometió a la regla de su maestro, regla columbiana. Esa fundación no fue posible sin el apoyo financiero del rey de Austrasia, Childeberto II, quien dotó a la abadía de un gran dominio. Entonces conocida como Aquileia, por la ciudad de Italia, fue una de las abadías merovingias y una Reichsabtei. En 724, tras un incendio, el monasterio fue restaurado por san Maur, su quinto abad, del que deriva su nombre actual: Mauri Monasterium, monasterio de Maur (Maursmünster, en alemán, del que Marmoutier es la versión francesa.)
Abadía real, fue ricamente dotada por los reyes merovingios y debió su prosperidad a sus vastos dominios. En 728  san Pirmino reformó los monasterios columbanos en Alsacia, incluyendo Marmoutier,  e introdujo la regla de San Benito, por Benito de Nursia. Bajo el liderazgo del rey Luis el Piadoso, en 816, Benito de Aniane y algunos monjes se instalaron allí. Un segundo incendio la volvió a destruir en 824, fue reconstruida y confiado a Drogo, hermano del rey Luis el Piadoso y obispo de Metz. La iglesia de la abadía fue consagrada en 971 por Erchenbald, obispo de Estrasburgo. La magnífica fachada de la iglesia data de ese último período y del siglo XI.
Después de dos siglos de restricción y de pérdida de ingresos, la abadía, bajo la autoridad del abad Meinhard y de sus sucesores en el siglo XII, disfrutó de un largo periodo de crecimiento y prosperidad, incluyendo la consolidación de un gran territorio. En el siglo XII se construyó la iglesia abacial de san Esteban, que aún hoy se mantiene como una imponente iglesia románica. El extremo oeste, con sus tres torres macizas, es especialmente llamativo.
En los siglos  XIII y XIV la prosperidad de la abadía empezó a declinar, y se involucró en largas disputas sobre sus propiedades, principalmente con la familia de Geroldseck, señores de la ciudad de Maursmünster, ahora Marmoutier, que había crecido alrededor de la abadía. Marmoutier también resultó gravemente dañada durante la Guerra de los campesinos alemanes de 1525, cuando una turba saqueó el edificio y destruyó la biblioteca, y nuevamente en la guerra de los Treinta Años, cuando sufrió una invasión de soldados suecos en 1631. Bajo la paz de Westfalia al final de la guerra (1648), la propiedad de gran parte de Alsacia fue transferida a Francia.
La última parte del siglo XVII experimentó un resurgimiento de las fortunas de la abadía, y en el siglo XVIII, particularmente bajo los abades Anselm Moser y Placid Schweighäuser, se emprendió la reconstrucción, incluido el coro de la iglesia en la década de 1760. Sin embargo, la Revolución francesa vio la disolución del monasterio y la demolición o venta de todos sus edificios.
La iglesia abacial se conserva como iglesia parroquial y otros de los edificios monásticos ahora sirven como el presbiterio y casa consistorial (mairie).